# Чемпионат Чехословакии по волейболу среди женщин
Чемпионат Чехословакии по волейболу среди женщин — ежегодное соревнование женских волейбольных команд Чехословакии. Проводились в 1931—1992 годах. Наибольшее число побед на счету пражской команды «Руда Гвезда» (с 1990 «Олимп») — 12.
В последние годы соревнования проводились в национальной и народной лигах. Организатором чемпионатов являлся Чехословацкий волейбольный союз (ЧСВС). После объявления о предстоящем с 1 января 1993 года распаде Чехословакии ЧСВС разделился на Чешский волейбольный союз и Словацкую волейбольную федерацию. С сезона 1992/93 проводятся самостоятельные чемпионаты Чехии и Словакии.

## Призёры
| Сезон   | 1-е место                   | 2-е место                   | 3-е место                    |
| ------- | --------------------------- | --------------------------- | ---------------------------- |
| 1931    | ВВС Прага                   |                             |                              |
| 1932    | ВВС Прага                   |                             |                              |
| 1933    | ВВС Прага                   |                             |                              |
| 1934    | «Сокол» Пльзень             |                             |                              |
| 1935    | «Сокол» Пльзень             |                             |                              |
| 1936    | «Сокол» Пльзень             |                             |                              |
| 1937    | «Сокол» Пльзень             |                             |                              |
| 1939    | «Сокол» Пльзень             |                             |                              |
| 1940    | «Сокол» Пльзень             |                             |                              |
| 1941    | «Виктория» Пльзень          |                             |                              |
| 1942    | «Виктория» Пльзень          |                             |                              |
| 1943    | «Виктория» Пльзень          |                             |                              |
| 1945    | ЗМП Прага                   | «Сокол-Слезска» Острава     | «Славия» Прага               |
| 1946    | ЗМП Прага                   | «ВПК-Радбуза» Пльзень       | «Сокол-Слезска» Острава      |
| 1947    | ЗМП Прага                   | «ВПК-Радбуза» Пльзень       | «Сокол-Слезска» Острава      |
| 1948    | «Сокол-Слезска» Острава     | «Сокол-ЗМП» Прага           | «Сокол-Кралово Поле» Брно    |
| 1949    | «Сокол» Прага               | «Сокол-Слезска» Острава     | «Сокол» Пльзень              |
| 1950    | «Сокол» Прага               | «Сокол» Острава             | «Сокол-Кралово Поле» Брно    |
| 1951    | «Сокол» Острава             | «Сокол-Кралово Поле» Брно   | «Сокол-ЗМП» Прага            |
| 1952    | «Сокол-Баник» Острава       | «Динамо-Славия» Прага       | «Спартак-ЧКД-Соколово» Прага |
| 1953    | «Сокол-Баник» Острава       | «Динамо» Прага              | «Татран» Валашске-Мезиржичи  |
| 1954    | «Татран» Валашске-Мезиржичи | «Славой» Прага              | УДА Прага                    |
| 1955    | УДА Прага                   | «Славой» Прага              | «Татран» Валашске-Мезиржичи  |
| 1956    | УДА Прага                   | «Татран» Валашске-Мезиржичи | «Славой» Прага               |
| 1957    | «Славой» Прага              | «Татран» Валашске-Мезиржичи | «Динамо» Прага               |
| 1958    | «Татран» Валашске-Мезиржичи | «Славой» Прага              | «Славой» Пльзень             |
| 1959    | «Динамо» Прага              | «Славой» Прага              | «Татран» Валашске-Мезиржичи  |
| 1960    | «Славой» Пльзень            | «Динамо» Прага              | «Спартак-Кралово Поле» Брно  |
| 1961    | «Татран-Стржешовице» Прага  | «Динамо» Прага              | «Славия» Братислава          |
| 1962    | «Динамо» Прага              | «Татран-Стржешовице» Прага  | «Славия» Братислава          |
| 1963    | «Динамо» Прага              | ЧКД Прага                   | «Татран-Стржешовице» Прага   |
| 1964    | ЧКД Прага                   | «Славия» Братислава         | «Славой» Прага               |
| 1965    | «Славия» Прага              | «Славия» Братислава         | «Искра» Яблонец-над-Нисоу    |
| 1966    | «Славия» Братислава         | «Искра» Яблонец-над-Нисоу   | «Татран-Стржешовице» Прага   |
| 1967    | «Славия» Братислава         | «Славия» Прага              | «Славой» Прага               |
| 1968    | «Славия» Братислава         | «Татран-Стржешовице» Прага  | «Славой» Прага               |
| 1969    | «Татран-Стржешовице» Прага  | «Славия» Братислава         | «Славия» Прага               |
| 1969/70 | «Татран-Стржешовице» Прага  | «Славия» Братислава         | «Руда Гвезда» Прага          |
| 1970/71 | «Татран-Стржешовице» Прага  | «Славия» Братислава         | «Техника» Брно               |
| 1971/72 | «Татран-Стржешовице» Прага  | «Славия» Братислава         | «Руда Гвезда» Прага          |
| 1972/73 | «Татран-Стржешовице» Прага  | «Руда Гвезда» Прага         | «Техника» Брно               |
| 1973/74 | «Руда Гвезда» Прага         | «Славия» Братислава         | «Татран-Стржешовице» Прага   |
| 1974/75 | «Руда Гвезда» Прага         | «Татран-Стржешовице» Прага  | «Славия» Братислава          |
| 1975/76 | «Славия» Братислава         | «Руда Гвезда» Прага         | «Татран-Стржешовице» Прага   |
| 1976/77 | «Руда Гвезда» Прага         | КПС Брно                    | «Червена Гвезда» Братислава  |
| 1977/78 | «Славия» Братислава         | «Локомотива» Либерец        | «Руда Гвезда» Прага          |
| 1978/79 | «Руда Гвезда» Прага         | «Червена Гвезда» Братислава | «Славия» Братислава          |
| 1979/80 | «Руда Гвезда» Прага         | «Славия» Братислава         | «Локомотива» Либерец         |
| 1980/81 | «Руда Гвезда» Прага         | «Славия» Братислава         | «Локомотива» Либерец         |
| 1981/82 | «Славия» Братислава         | «Руда Гвезда» Прага         | «Локомотива» Либерец         |
| 1982/83 | «Славия» Братислава         | «Руда Гвезда» Прага         | КПС Брно                     |
| 1983/84 | «Руда Гвезда» Прага         | «Славия» Братислава         | «Локомотива» Либерец         |
| 1984/85 | «Руда Гвезда» Прага         | «Славия» Братислава         | «Червена Гвезда» Братислава  |
| 1985/86 | «Руда Гвезда» Прага         | «Славия» Братислава         | «Славия» Прага               |
| 1986/87 | «Руда Гвезда» Прага         | «Славия» Братислава         | «Искра-Текстилана» Либерец   |
| 1987/88 | «Руда Гвезда» Прага         | «Славия» Братислава         | «Славия» Прага               |
| 1988/89 | «Славия» Братислава         | «Руда Гвезда» Прага         | «Славия» Прага               |
| 1989/90 | КПС Брно                    | «Славия» Братислава         | «Червена Гвезда» Братислава  |
| 1990/91 | «Славия» Братислава         | КПС Брно                    | «Олимп» Прага                |
| 1991/92 | «Олимп» Прага               | КПС Брно                    | «Славия» Прага               |